# 항공기 소음

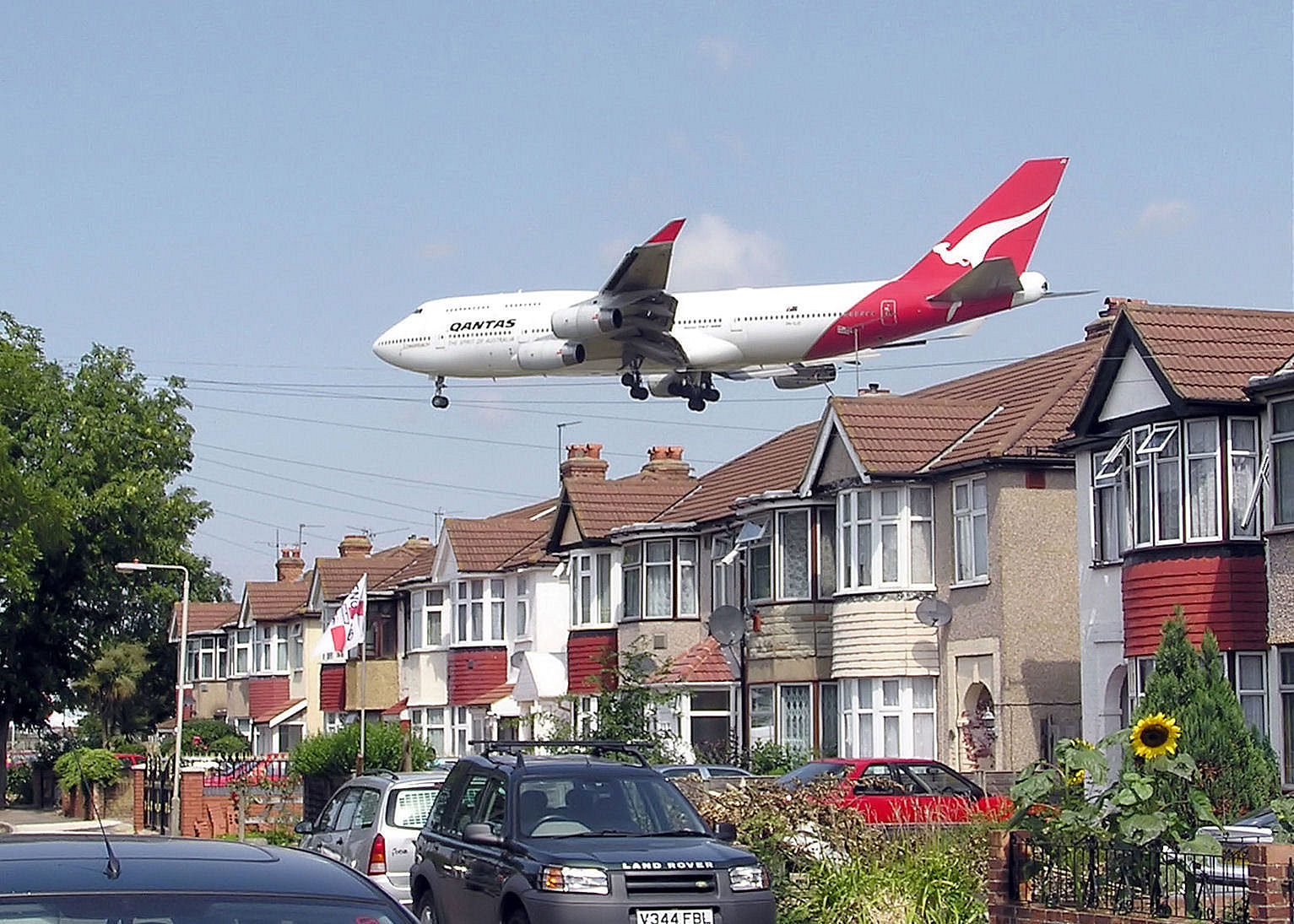
잉글랜드 히스로 공항 주변의 집

항공기 소음(航空機騷音, 영어: aircraft noise)은 항공기의 이착륙시 발생하는 소음이다. 이는 공항 개발이 님비 현상을 일으키는 이유이며, 항공기의 소음이 심한 지역에서는 주민들의 항의가 많다.

## 같이 보기
- 소음 공해